# Cionești, Alba
Cionești este un sat în comuna Albac din județul Alba, Transilvania, România. La recensământul din 2002 avea o populație de 108 locuitori.